# Heerlijkheid Lippe
De heerlijkheid Lippe was van de 12e eeuw tot de verheffing tot graafschap in 1528 een heerlijkheid in het Heilige Roomse Rijk.

## Geschiedenis
De heerlijkheid Lippe ontstond uit het bezit van het geslacht Lippe. De eerste met naam bekende vertegenwoordiger hiervan was "Bernhardus de Lippe". Bernhard I heerste samen met zijn broer Herman I over het gebied rond het door hen in 1139 gestichte norbertinessenklooster in Cappel.
Van meer dan lokaal belang werd Lippe door het optreden van Bernhard II van Lippe. Als aanhanger van Hendrik de Leeuw, de hertog van Saksen, wist hij het familiebezit fors uit te breiden. In het oorspronkelijke centrum van het geslacht stichtte hij in 1185 aan de rivier Lippe de stad Lippstadt. Rond 1190 wist hij bezit te verwerven aan de andere zijde van het Teutoburger Woud. Hier stichtte hij de plaats Lemgo en de burcht Falkenburg bij Detmold, thans een ruïne. Deze bezittingen vormden de kern van het latere vorstendom Lippe. Tevens kreeg hij de voogdij over Enger. Deze plaats bleef echter een geïsoleerd bezit, omringd door het graafschap Ravensberg. Na het overlijden van Widukind van Rheda tijdens de Derde Kruistocht kwam hij in het bezit van diens heerlijkheid Rheda. Deze heerlijkheid was strategisch interessant voor de heren van Lippe omdat zij lag tussen de bezittingen rond Lippstadt en die rond Falkenburg en Lemgo. De toegenomen status van de heren van Lippe blijkt uit de wijding tot bisschop van Utrecht van Bernhard II's zoon Otto in 1216 en van zijn zoon Gerard tot aartsbisschop van Bremen in 1219.
De bezittingen rond Lemgo werden in de loop van de dertiende eeuw uitgebreid met rugdekking van de bisschop van Paderborn, die van 1228 tot 1341 meestal een lid uit het geslacht van de heren van Lippe was. De belangrijkste bijdrage aan de consolidatie van het bezit leverde Bernhard III van Lippe, die regeerde van 1230 tot 1265. Hij stichtte in het gebied nieuwe steden als Horn (voor 1248), Blomberg (voor 1255) en Detmold (voor 1265). Van de steden was Lemgo als lid van de Hanze de economisch belangrijkste. Ter bescherming werd bij de stad de burcht Brake gebouwd. Horn, Blomberg en Detmold waren kleinere vestingsteden die vooral strategisch van belang waren vanwege hun ligging aan belangrijke handelsroutes. Van 1265 tot 1273 waren de bezittingen verdeeld onder twee broers: Herman III regeerde in Lippstadt en Bernard IV in de landen ten oosten van het Teutoburger Woud. Herman III stierf zonder nakomelingen, zodat alle bezittingen weer herenigd werden.
In 1323 werd de heerlijkheid Varenholz ten noorden van Lemgo verworven, waardoor Lippe verbonden werd met een belangrijke verkeersader, de rivier de Wezer. In hetzelfde jaar maakten de heren van Lippe een begin met het in bezit krijgen van het graafschap Schwalenberg. Tot 1365 slaagden zij erin om heerlijke rechten voor driekwart van het graafschap in het bezit te krijgen. De heerschappij over de ambten Schwalenberg, Oldenburg en Stoppelberg moesten zij echter delen met de bisschop van Paderborn.
Van 1344 tot 1365 waren de bezittingen opnieuw verdeeld onder twee broers waarbij Otto het gebied rond Lemgo en Falkenburg kreeg en Bernhard V het gebied rond Lippstadt en de heerlijkheid Rheda. Na de dood van Bernhard V claimde Simon III het bezit van Bernhard V. Bernhard V's schoonzoon graaf Otto VI van Tecklenburg bezette echter met steun van Bernhards weduwe Lippstadt en Rheda. Simon III slaagde er niet in om Rheda te veroveren waardoor de heerlijkheid voortaan verbonden was met het graafschap Tecklenburg. Pas in 1491 gaf Lippe tegen betaling zijn aanspraken op Rheda op. Om de strijd met Tecklenburg te financieren, werd in 1376 de helft van Lippstadt verpand aan het graafschap Mark.
De invoering van de primogenituur in 1368 moest een eind maken aan de delingen van de heerlijkheid binnen de familie. Tussen 1400 en 1405 kwam het graafschap Sternberg, in 1240 afgesplitst van het graafschap Schwalenberg, uit het bezit van de graaf van Schaumburg als pand in bezit van de heer van Lippe. Omdat het pand nooit werd ingelost ging dit gebied rond de Burg Sternberg ten oosten van Lemgo, met als belangrijkste plaatsen Barntrup, Bösingfeld en Alverdissen, deel uitmaken van Lippe. Ook de latere stad Bad Salzuflen behoorde bij Sternberg. In dezelfde tijd probeerde Lippe zonder succes het graafschap Everstein, dat aan de Wezer ten zuiden van Hamelen lag, in handen te krijgen. Door de hoge kosten van een oorlog met de hertogen van Brunswijk-Lüneburg werd in 1409 het ambt Enger verpand aan het graafschap Ravensberg en Quernheim aan het prinsbisdom Minden. Beide panden werden niet meer ingelost en gingen daardoor voor Lippe verloren.
Na de Soester Fehde (1444-1449), waarin het gebied werd geplunderd door troepen van de aartsbisschop van Keulen, kwam het deel van Lippstadt, dat eerder verpand was, definitief aan het graafschap Mark door verkoop. Lippstadt werd hierdoor een condominium. In 1449 werd de landgraaf van Hessen als leenheer over een deel van het gebied erkend, waardoor Lippe diens steun verwierf tegen aanspraken van andere heren. De stad Lügde ten zuidoosten van Lippe werd in 1494 in leen ontvangen van het prinsbisdom Paderborn, maar ging in 1522 verloren aan het graafschap Spiegelberg. Bij de indeling in kreitsen in 1500 werd Lippe bij de Nederrijns-Westfaalse Kreits ingedeeld.
Simon V noemde zich in 1528 graaf van Lippe, waarschijnlijk gebaseerd op het bezit van het grootste deel van het voormalige graafschap Schwalenberg. In 1529 werden de heren van Lippe verheven tot rijksgraaf, waardoor de heerlijkheid Lippe het graafschap Lippe werd.